# Jacques-Rémy Girerd
Pour les articles homonymes, voir Jacques Rémy, Rémy (homonymie) et Girerd.
Jacques-Rémy Girerd est un réalisateur et producteur de cinéma français de films d'animation né le 7 mars 1952 à Mars (Loire), fondateur du studio Folimage (1981).

## Biographie
Jacques-Rémy Girerd est né le 7 mars 1952. Il entre à l’École des Beaux-Arts de Lyon en 1974, puis se lance dans l'animation en réalisant de petits films en pâte à modeler (4000 Images fœtales et D'une gompa l'autre). En 1981, il fonde le studio Folimage, spécialisé dans la production de films réalisés image par image. En 1988, son court métrage Le Petit cirque de toutes les couleurs, réalisé dans le cadre du studio Folimage obtient le César du meilleur court métrage d'animation. La même année, il réalise le moyen métrage L'Enfant au grelot qui remporte plusieurs prix. 
Jacques-Rémy Girerd crée en 1994 la Résidence d'artistes et produit avec Patrick Eveno les films de plusieurs réalisateurs connus dans le domaine du court métrage : Youri Tcherenkov, Mathias Brühn, Isabelle Favez, Bela Weiz, Michael Dudok de Wit, Sylvain Vincendeau, Regina Pessoa, Constantin Bronzit, Solveig von Kleist, Alain Gagnol ou encore Jean-Loup Felicioli. En 1999, il fonde, avec Isabelle Elzière, l'école La Poudrière, une école d'animation dont Elzière devient directrice par la suite,.
En 2003, il réalise son premier long métrage d'animation, La Prophétie des grenouilles. En 2004, il publie un roman, Cœur de trèfle, chez Gallimard ; il publie plusieurs autres livres par la suite. Le deuxième long métrage de Girerd, Mia et le Migou, sort en 2008. En 2010, il produit et dialogue Une vie de chat, premier long métrage de Jean-Loup Felicioli et Alain Gagnol (Nommé aux oscars 2012). En 2013 il réalise la série C'est bon pour France Télévisions avec la voix de Jean-Pierre Coffe. En 2014 sort son troisième long métrage coréalisé avec Benoît Chieux, Tante Hilda !. En compétition officielle à Berlin 2014. Il produit Phantom Boy, sorti en 2015. 
Puis il produit en 2015 la série Tu mourras moins bête adaptée du blog éponyme de Marion Montaigne, pour ARTE.

## Filmographie

### Cinéma

#### Longs métrages
- 2003 : La Prophétie des grenouilles
- 2008 : Mia et le Migou
- 2010 : Ma petite planète chérie
- 2010 : Une vie de chat, producteur et dialoguiste
- 2014 : Tante Hilda !
- 2015 : Phantom Boy, producteur

#### Courts métrages
- 4000 Images fœtales (1978)
- D'une gompa l'autre (1979)
- Rien de spécial (1980)
- Pouce on tourne : Jacques-Rémy Girerd et l'école Léo Lagrange (1982)
- Oshun (1983)
- Les oreilles de Tonton
- Cythère, l'apprentie sorcière (1987)
- Toujours plus vite (1988)
- Cartoon 14 (1988)
- Le Petit Cirque de toutes les couleurs (1988)
- Amerlock (1988)
- 1 minute pour les droits de l'homme (1989))
- Sculpture/Sculptures, co-réalisé par Jean-Loup Felicioli

### Télévision

#### Téléfilms
- La rage du désert (1988)
- L'Enfant au grelot (1997) (cartoon d'or 1998) Sorti au cinéma par Folimage distribution (550 000 entrées)

#### Séries télévisées
- Le cirque bonheur (1985-1986)
- Metamorphosis (1988-89-90)
- Le Bonheur de la vie (1990-1992)
- Mine de rien (avec Catherine Dolto) (1994) (40 épisodes)[6]
- Ma petite planète chérie (1996-98) 26 épisodes
- C'est bon (2013) 26 épisodes avec la voix de Jean-Pierre Coffe
- 2016 : Tu mourras moins bête... : producteur (30 x 4 minutes)

### Films de commande
- La petite interface d'en face (1988)
- Générique Sacrée Soirée (1989)
- Canal accroche (avec Roger Rippe) (1989)
- Bande-annonce Printemps de Bourges (1989)
- Série 7 (avec Jean-Loup Felicioli) (1989)
- Réseau, amour et fantaisie (1990), 4 min 30 s
- R.A.D.O., pour l'agence du court métrage (avec Jean-Loup Felicioli) (1990)
- Pub Canal J (avec Jean-Loup Felicioli) (1996)
- Bilboard Météo M. Store (avec Marc Robinet) (1997)

## Ouvrages
- 2003 : La Prophétie des grenouilles', Hachette
- 2004 : Cœur de trèfle, Gallimard
- 2008 : Preuves d'amour et d'ailleurs, La maison blanche/Folimage (rééd. Delatour, 2017)
- 2008 : Mia et le Migou, Milan
- 2014 : Tante Hilda!, Flammarion
- 2018 : Ça déménage !, éditions de la maison blanche
- 2019 : Rhodes pas à pas
- 2020 : Petit dictionnaire impertinent de la planète, (de A à Zad) édition Libre et Solidaire

## Distinctions

### Décorations
- Officier de l'ordre des Arts et des Lettres
- Chevalier de l'ordre national du Mérite

### Récompenses
- Prix à la qualité du CNC, 1979 et 1980
- Prix de la Critique, Lille, 1979
- Grand Prix du festival national du film d’animation, 1987
- César du meilleur film d’animation, 1988
- Grand Prix, Festival de Sfax, 1989
- Gold apple Award, San Francisco, 1992
- Meilleur film pour la jeunesse, CFA, Paris, 1995
- Prix UNICEF et Fondation de France, 1996
- Ange d’Or au Festif, 1996
- Grand Prix RIENA, Paris, 1997
- Prix du meilleur spécial TV, Annecy, 1997
- Prix du meilleur film pour la jeunesse, Saint-Pétersbourg, 1997
- Nomination au Princess’Award, Copenhague, 1998
- Pulcinella d’or, Cartoons on the Bay, Italie, 1999
- Cartoon d’or 1998 (Prix européen)
- Nomination aux Emmy Awards, 1998
- Grand Prix Ottawa, 2004
- Cartoon Tribute (Cartoon Movie), 2004
- Grand Prix du ministère de la Culture 2004
- Prix SACD, 2004
- Grand Prix, Poznań, Pologne, 2004
- Grand Prix, Chicago, 2004
- Grand Prix, Bangkok, 2004
- Grand Prix, Espinho-Porto, 2004
- Prix du public, Mon premier festival, Paris 2008
- Grand prix, 6th China International Film Festival, 2009
- Prix du public, Festival du film de la jeunesse, Montréal, 2009
- Grand Prix, Anima Mundi, Rio de Janeiro, 2009
- European Film Award (« oscar » européen meilleur film d’animation), 2009
- Prix Henri Langlois, 2010
- Environnement Film Award, Children Film Festival, San Francisco, 2010
- Nomination aux Oscars (Hollywood) pour Une vie de chat, 2012
- Désigné personnalité de l'année en Rhône-Alpes Cartoon Movie, 2014
- Grand Prix Festival de Meknès (Maroc)
- Grand Prix Mostra Lisboa, 2014 pour Tante Hilda !
- Meilleur long métrage Festival International de Rimouski (Québec) 2014.